# 드래곤 볼 레전즈
드래곤 볼 레전즈 (ドラゴンボール レジェンズ) (DRAGON BALL Legends)는 반다이 남코 엔터테인먼트에서 제공되는 안드로이드 iOS용 게임 앱이다. 기본 플레이 무료로 아이템 과금이 존재한다.일본에서는 2018년 5월 24일에 안드로이드판이, 같은 해 5월 31일에 iOS판이 출시되었다.
토리야마 아키라의 만화 드래곤볼을 소재로 한 대전 액션 게임이다. 반다이 남코 엔터테인먼트와 딤푸스의 공동 개발 작업으로 만들어졌다. 발신처는 반다이 남코 엔터테인먼트이다.

## 개요
대전형 3D 액션 게임이다. 이야기는 메인인 오리지널 스토리와 원작 재현 이벤트 모드가 있다.
배틀 중에는 풀 보이스를 감상할 수 있다.
방송 전 세계 최종 사전등록자 수가 반다이남코 엔터테인먼트 최다인 450만 명을 기록했다. 2019년 10월 20일 기준으로 전 세계 이용자 수가 3,000만 명을 돌파했다.

## 스토리
오리지널 스토리 모드는 드래곤볼 슈퍼에서의 힘의 대회가 끝난 후의 이야기에서 시작된다. 갑자기 일어난 '시공의 혼란'으로 인해 온갖 시공에서 전사들이 집결한다. "초시공 배틀로얄'이라는 배틀로얄에서 우승한 자에게는 슈퍼 드래곤볼이 주어진다고 하며, 그것을 원하는 자들은 싸움을 시작한다. 그러던 중 과거로부터 날아온 사이어인 샬롯은 이름 이외의 모든 것을 잃었고 기억을 되찾고 원래의 세계로 돌아가기 위해 이 배틀로얄에서 싸우게 된다.

## 등장 캐릭터
캐릭터에는 리얼리티가 존재한다. 희귀도의 정도는 "HERO"< "EXTREME"< "SPARKING < "ULTRA" 순이다. 또 일부 스파킹 캐릭터는 필살기 및 궁극기로 피니시를 결정하면 특수한 승리 연출 "레전더리 피니쉬" (LEGENDARY FINISH) 가 발생하는 레전드 리미티드 (LEGENDS LIMITED) 캐릭터로 구성돼 있다.

### 원작 오리지널 캐릭터
샬롯 (シャーロット)
성우 - 아카바네 켄지 (赤羽根健治) (일본판)
본작의 주인공이자 과거 세계에서 날아온 사이어인. 원작자 토리야마 아키라가 그려낸 게임 오리지널 캐릭터이다.
2018년 10월 24일 대형 업데이트로 초사이어인 변신이 가능하다.
2019년 5월 31일 대형 업데이트로 초사이어인 2 변신이 가능하다.
2020년 1월 15일 대형 업데이트로 초사이어인 3 변신이 가능하다.
2020년 6월 17일 대형 업데이트로 초사이어인 갓화가 가능하다.
자허 (ザッハ)
성우 - 오치아유 류타로 (置鮎龍太郎) (일본판)
마법 검사 청년이며, 토리야마 아키라가 직접 그린 캐릭터이다.
지블렛 (ジブレット)
성우 - 노지마 켄지 (野島健児) (일본판)
각지에서 파괴활동을 하는 샬롯의 쌍둥이 형제. 정체가 밝혀지기 전까지는 "푸드의 남자", "빨간옷의 사이어인"으로 불렸다. 토리야마 아키라가 직접 디자인한 캐릭터이다.
2020년 6월 17일 추가된 스토리를 통해 초사이어인 갓으로 변신 가능하게 되었음을 알 수 있었다.

### 기존 캐릭터

#### 드래곤볼 편
손오공 : 소년기
성우 - 노자와 마사코
부르마 : 소녀기
성우 - 히사카와 아야 (久川綾)
바니걸 부르마 : 소녀기
성우 - 히사카와 아야 久川綾)
거북선인
성우 - 사토오 마사하루 (佐藤正治)
황야의 대도적 야무치
성우 - 후루야 토오루 (古谷徹)
런치 (ランチ)
성우 - 코야마 모미 (小山茉美)
타오파이파이 (桃白白)
성우 - 키시노 코오마사 (岸野幸正)
피콜로 대마왕 : 노
성우 - 시마다 토시 (島田敏)
피콜로 대마왕
성우 - 시마다 토시 (島田敏)
치치
성우 - 와타나베 나오코 (渡辺菜生子)

#### Z 사이어인 편
손오공
성우 - 노자와 마사코 (野沢雅子)
손오반: 유년기
성우 - 노자와 마사코 (野沢雅子)
크리링
성우 - 타나카 마유미 (田中真弓)
야무차
성우 - 후루야토오루 (古谷徹)
차오즈
성우 - 에모리 히로코 (江森浩子)
천진반
성우 - 미도리카와 히카루 (緑川光)
피콜로
성우 - 후루카와 토시오 (古川登志夫)
야지로베
성우 - 타나카 마유미 (田中真弓)
재배맨
성우 - 누마타 유우스케 (沼田祐介)
라데츠
성우 - 치바 시게루 (千葉繁)
내퍼
성우 - 이나다 토오루 (稲田徹)
베지터
성우 - 호리카와 료 (堀川りょう)

#### Z 프리저 편
손오공
성우 - 노자와 마사코
초사이어인 손오공
성우 - 노자와 마사코
손오반: 유년기
성우 - 노자와 마사코
크리링
성우 - 타나카 마유미 (田中真弓)
네일과 융합한 피콜로
성우 - 후루카와 토시오 (古川登志夫)
베지터
성우 - 호리카와 료 (堀川りょう)
네일
성우 - 난대전 (楠大典)
아풀
성우 - 요시미즈 타카히로 (吉水孝宏)
라몬 (기뉴 특전대)
성우 - 요시미즈 타카히로 (吉水孝宏)
오렌 (기뉴 특전대)
성우 - 누마타 유우스케 (沼田祐介)
나바나 (기뉴 특전대)
성우 - 요시미즈 타카히로 (吉水孝宏)
로베리 (기뉴 특전대)
성우 - 요시미즈 타카히로 (吉水孝宏)
도도리아
성우 - 나가사키 타카시 (長嶝高士)
자봉
성우 - 미우라 요시로 (三浦祥朗)
지스
성우 - 키시오 다이스케 (岸尾だいすけ)
버터
성우 - 오노자카 마사야 (小野坂昌也)
리쿰
목소리 - 사사키 세이지 (佐々木誠二)
그루드
목소리 - 타카토 야스히로 (高戸靖広)
기뉴
목소리 - 코니시 카츠유키 (小西克幸)
손오공 기뉴
성우 - 코니시 카츠유키 (小西克幸)
제1형태 프리저
성우 - 나카오 타카세 (中尾隆聖)
제2형태 프리저
성우 - 나카오 타카세 (中尾隆聖)
제3형태 프리저
성우 - 나카오 타카세 (中尾隆聖)
최종 형태 프리저
성우 - 나카오 타카세 (中尾隆聖)
최종 형태 프리저 : 풀 파워
성우 - 나카오  타카세 (中尾隆聖)

#### Z 인조인간편
손오공
성우 - 노자와 마사코
초사이어인 손오공
성우 - 노자와 마사코
베지터
성우 - 호리카와 료 (堀川りょう)
초사이어인 베지터
성우 - 호리카와 료 (堀川りょう)
트랭크스 : 청년기
성우 - 쿠사오 타케시 (草尾毅)
초사이어인 트랭크스 : 청년기
성우 - 쿠사오 타케시 (草尾毅)
크리링
성우 - 타나카 마유미 (中真弓)
인조인간 19호
성우 - 호리노키 (堀之紀)
인조인간 20호
성우 - 사와키 이쿠야 (沢木郁也)
인조인간 17호
성우 - 나카하라 시게루 (中原茂)
인조인간 18호
성우 - 이토오미키 (伊藤美紀)
인조인간 16호
성우 - 미도리카와 히카루 (緑川光)
손오반 (미래의 손오반)
성우 - 노자와 마사코
초사이어인 손오반
성우 - 노자와 마사코
트랭크스 : 소년기
성우 - 쿠사오 타케시 (草尾毅)
초사이어인 트랭크스 : 소년기
성우 - 쿠사오 타케시 (草尾毅)

#### Z 셀편
초사이어인 손오공
성우 - 노자와 마사코
초사이어인 베지터
성우 - 노자와 마사코
초베지터
성우 - 호리카와 료 (堀川りょう)
손오반 : 소년기
성우 - 노자와 마사코
초사이어인 2 손오반 : 소년기
성우 - 노자와 마사코
신과 융합 피콜로
성우 - 후루카와 토시오 (古川登志夫)
트랭크스 : 청년기
성우 - 쿠사오 타케시 (草尾毅)
초사이어인 트랭크스  : 청년기
성우 - 쿠사오 타케시 (草尾毅)
초트랭크스
성우 - 쿠사오 타케시 (草尾毅)
크리링
성우 - 타나카 마유미 (田中真弓)
야무치
성우 - 후루야 토오루 (古谷徹)
천진반
성우 - 미도리카와 히카루 (緑川光)
인조인간 16호
성우 - 미도리카와 히카루 (緑川光)
인조인간 18호
성우 - 이토 오미키 (伊藤美紀)
세계 챔피언 미스터 사탄
성우 - 이시즈카 하코부 노보루(石塚運昇)
초기형 셀
성우 - 와카모토 노리오 (若本規夫)
제2형태 셀
성우 - 와카모토 노리오 (若本規夫)
완전체 셀
성우 - 와카모토 노리오 (若本規夫)
퍼펙트 셀
성우 - 와카모토 노리오 (若本規夫)
셀 주니어
성우 - 후지모토 타카히로 (藤本たかひろ)

#### Z 마인 부우편
초사이어인 2 손오공
성우 - 노자와 마사코
초사이어인 3 손오공
성우 - 노자와 마사코
베지터
성우 - 호리카와 료 (堀川りょう)
마인 베지터
성우 - 호리카와 료 (堀川りょう)
베지트
성우 - 노자와 마사코 & 호리카와 료 (堀川りょう)
초베지트
성우 - 노자와 마사코 & 호리카와 료 (堀川りょう)
초사이어인 손오반 : 청년기
성우 - 노자와 마사코
얼티밋 손오반
성우 - 노자와 마사코
그레이트 사이어맨 1호
성우 - 노자와 마사코
손오천 : 유년기
성우 - 노자와 마사코
초사이어인 손오천 : 유년기
성우 - 노자와 마사코
트랭크스 : 유년기
성우 - 쿠사오 타케시 (草尾毅)
초사이어인 트랭크스 : 유년기
성우 - 쿠사오 타케시 (草尾毅)
오천크스
성우 - 노자와 마사코 & 쿠사오 타케시 (草尾毅)
초사이어인 오천크스
성우 - 노자와 마사코 & 쿠사오 타케시 (草尾毅)
초사이어인 3 오천크스
성우 - 노자와 마사코 & 쿠사오 타케시 (草尾毅)
인조인간 18호
성우 - 이토 오미키 (伊藤美紀)
세계 챔피언 미스터 사탄
성우 -  이시즈카 하코부노보루 (石塚運昇)
비델
성우 - 미나구치 유우코 (皆口裕子)
암흑 마계의 왕 다브라
목소리 - 오토모로 사부로 (大友龍三郎)
마인 부우 : 천진난만
성우 - 시오야 코오조오 (塩屋浩三)
마인 부우 : 순수 악
성우 - 없음
마인 부우 : 악
성우 - 시오야 코오조오 (塩屋浩三)
ゴテンクス吸収 魔人ブウ
성우 - 시오야 코오조오 (塩屋浩三)
얼티밋 손오반 흡수마인 부우
성우 - 시오야 코오조오 (塩屋浩三)
마인 부우 : 순수
성우 - 시오야 코오조오 (塩屋浩三)

#### GT 궁극의 드래곤볼 탐색편
초사이어인 손오공
성우 - 노자와 마사코
트랭크스
성우 - 쿠사오 타케시 (草尾毅)
팡
성우 - 미나구치 유우코 (皆口裕子)
하이퍼 메가리드
성우 - 야마다키 요유키 (梁田清之)

#### GT 슈퍼베이비 편
초사이어인3 손오공
성우 - 노자와 마사코
초사이어인4 손오공
성우 - 노자와 마사코
초사이어인 4 베지터
성우 - 호리카와 료 (堀川りょう)
슈퍼 우부
성우 - 나이치 준 (私市淳)
베지터 베이비
성우 - 누마타 유우스케 (沼田祐介)
슈퍼 베이비 2
성우 - 누마타 유우스케 (沼田祐介)

#### GT 초 17호편
손오공
성우 - 노자와 마사코
초 17호
성우 - 나카하라 시게루 (中原茂)

#### GT 사악룡편
초사이어인 4 손오공
성우 - 노자와 마사코
초 풀 파워 사이어인 4 손오공
성우 - 노자와 마사코
초사이어인 4 베지터
성우 - 호리카와 료 (堀川りょう)
초사이어인 4 오지터
성우 - 노자와 마사코 & 호리카와 료 (堀川りょう)
3성룡
성우 - 오치아유 류타로 (置鮎龍太郎)
4성룡
성우 - 마스야 코오키 (増谷康紀)
1성룡
성우 - 시바타 히데카츠 (柴田秀勝)
초1성룡
성우 - 시바타 히데카츠 (柴田秀勝)

#### 초파괴신 비루스편
초사이어인 갓 손오공
성우 - 노자와 마사코
초사이어인 2 베지터
성우 - 호리카와 료 (堀川りょう)
파괴신 비루스
성우 - 야마데라 코오이치 (山寺宏一)
위스
성우 - 모리타 세이이치 (森田成一)

#### 초프리저 부활편
초사이어인 갓 SS 손오공
성우 - 노자와 마사코
초사이어인 갓 SS 베지터
성우 - 호리카와 료 (堀川りょう)
자코
성우 - 하나에 나츠키 (花江夏樹)
시사미
성우 - 이나다 토오루 (稲田徹)
최종 형태 프리저
성우 - 나카오 타카세 (中尾隆聖)
골든 프리저
성우 - 나카오 타카세 (中尾隆聖)

#### 초파괴신 샴파편
초사이어인 갓 SS 손오공
성우 - 노자와 마사코
초사이어인 갓 SS 계왕권 손오공
성우 - 노자와 마사코
최종 형태 프로스트
성우 - 나카오 타카세 (中尾隆聖)
히트
성우 - 키시오 다이스케 (岸尾だいすけ)
초사이어인 캬베
성우 - 키시오 다이스케 (岸尾だいすけ)
히트
성우 - 야마지 카즈히로 (山路和弘)

#### 초 "미래" 트랭크스 편
초사이어인 갓 SS 손오공
성우 - 노자와 마사코
초사이어인 갓 SS 베지터
성우 - 호리카와 료 (堀川りょう)
초사이어인 갓 SS 베지트
성우 - 노자와 마사코 & 호리카와 료 (堀川りょう)
초사이어인2 트랭크스 : 청년기
성우 - 쿠사오 타케시 (草尾毅)
초사이어인 트랭크스 : 청년기 (분노)
성우 - 쿠사오 타케시 (草尾毅)
마이
목소리 - 야마다 에이코 (山田栄子)
트랭크스 : 마이 (어시스트)
목소리 - 쿠사오 타케시 (草尾毅, 트랭크스), 야마다 에이코 (山田栄子, 마이)
오공 블랙
성우 - 노자와 마사코
초사이어인 로제 오공 블랙
성우 - 노자와 마사코
자마스
성우 - 미키 신이치로 (三木眞一郎)
합체 자마스
성우 - 미키 신이치로 (三木眞一郎)
반신 붕괴 합체 자마스
성우 - 미키 신이치로 (三木眞一郎)
히트
목소리 - 야마지 카즈히로 (山路和弘)

#### 초 우주 서바이벌편
제멋대로의 비법 "조" 손오공
성우 - 노자와 마사코
초사이어인 갓 SS: 진화 베지터
성우 - 호리카와 료 (堀川りょう)
손오반 : 청년기
성우 - 노자와 마사코
얼티밋 손오반
성우 - 노자와 마사코
인조인간 17호
성우 - 나카하라 시게루 (中原茂)
인조인간 18호
성우 - 이토 오미키 (伊藤美紀)
리블리안
성우 - 키타가와 리나 (北川里奈)
카쿤사
성우 - 시라이시 료코 (白石涼子)
로지
성우 - 사이토 오유우규 (斉藤佑圭)
카리프라
성우 - 코마츠 유카 (小松由佳)
초사이어인 2 카리프라
성우 - 코마츠 유카 (小松由佳)
초사이어인 케일 : 폭주
성우 - 유카나 (ゆかな)
초사이어인 2 케프라
성우 - 코마츠 유카 (小松由佳) & 유카나 (ゆかな)
파괴신 샴파
성우 - 이와타 미츠오 (岩田光央)
바도스
성우 - 야마구치 유리코 (山口由里子)
바질
성우 - 코야마 타케시 (小山剛志)
라벤더
성우 - 쿠사오 타케시 (草尾毅)
베르가모
성우 - 타케모토 히데시 (竹本英史)
톳포
성우 - 노무라 켄지 (乃村健次)
디스포
성우 - 시마다 토시 (島田敏)
지렌
성우 - 하나와 에이지 (花輪英司)

#### 애니메이션 오리지널 편
버독
성우 - 노자와 마사코
초사이어인 버독
성우 - 노자와 마사코
토마
성우 - 이나다 토오루 (稲田徹)
세리파
성우 - 미타 유우코 (三田ゆう子)
펌킨
성우 - 마스야 코오키 (増谷康紀)
톳포
성우 - 시오야 코오조오 (塩屋浩三)
제1형태 프리저
성우 - 나카오 타카세 (中尾隆聖)
칠드
성우 - 나카오 타카세 (中尾隆聖)
타이탄즈 야무치
성우 - 후루야 토오루 (古谷徹)
초계왕권 손오공
성우 - 노자와 마사코
파이쿠한
성우 - 미도리카와 히카루 (緑川光)

#### 극장판편
손오공
성우 - 노자와 마사코
초사이어인 손오공
성우 - 노자와 마사코
초사이어인 갓 손오공
성우 - 노자와 마사코
베지터
성우 - 호리카와 료 (堀川りょう)
초사이어인 베지터
성우 - 호리카와 료 (堀川りょう)
초사이어인 갓 베지터
성우 - 호리카와 료 (堀川りょう)
초오지터
성우 - 노자와 마사코 & 호리카와 료 (堀川りょう)
오지터
성우 - 노자와 마사코 & 호리카와 료 (堀川りょう)
초사이어인 오지터
성우 - 노자와 마사코 & 호리카와 료 (堀川りょう)
초사이어인 갓 SS 오지터
성우 - 노자와 마사코 & 호리카와 료 (堀川りょう)
초사이어인 손오반 : 소년기
성우 - 노자와 마사코
초사이어인 2 손오반 : 소년기
성우 - 노자와 마사코
초사이어인 손오반 : 청년기
성우 - 노자와 마사코
그레이트 사이어맨 2호
성우 - 미나구치 유우코 (皆口裕子)
그레이트 사이어맨 1호: 2호(어시스트)
성우 - 노자와 마사코(野沢雅子, 1호), 미나구치 유코(皆口裕子, 2호)
초사이어인 손오천 : 유년기
성우 - 노자와 마사코
트랭크스 : 청년기
성우 - 쿠사오 타케시 (草尾毅)
초사이어인 트랭크스 : 청년기
성우 - 쿠사오 타케시 (草尾毅)
파이쿠한
성우 - 미도리카와 히카루 (緑川光)
용자 타피온
성우 - 유키히로 (優希比呂)
버독
성우 - 노자와 마사코
타레스
성우 - 노자와 마사코
초나메크 성인 슬래그
성우 - 야라유 사쿠 (屋良有作)
쿠우라
성우 - 나카오 타카세 (中尾隆聖)
최종 형태 쿠우라
성우 - 나카오 타카세 (中尾隆聖)
사우저
성우 - 속수장 (速水奨)
메탈 쿠우라
성우 - 나카오 타카세 (中尾隆聖)
인조인간13호
성우 - 엔도오 모리야 (遠藤守哉)
인조인간14호
성우 - 에가와 오키 (江川央生)
인조인간15호
성우 - 코바야시 토시오 (小林俊夫)
합체 13호
성우 - 엔도오 모리야 (遠藤守哉)
전설의 초사이어인 브로리
성우 - 시마다 토시 (島田敏)
보자크
성우 - 겐다 테츠아키 (玄田哲章)
풀 파워 보자크
성우 - 겐타 테츠야키 (玄田哲章)
고쿠아
성우 - 모리카와 토모유키 (森川智之)
풀 파워 고쿠아
성우 - 모리카와 토모유키 (森川智之)
장갸
성우 - 치코 (Chiko)
비도
성우 - 에가와 히사오 (江川央生)
부진
성우 - 타츠타 나오키 (龍田直樹)
슈퍼 쟈넨바
성우 - 겐다 테츠아키 (玄田哲章)
내퍼: 청년기
목소리 - 이나다 토오루 (稲田徹)
최종 형태 프리저
성우 - 나카오 타카세 (中尾隆聖)
브로리
성우 - 시마다 토시 (島田敏)
브로리: 분노
성우 - 시마다 토시 (島田敏)
초사이어인 브로리
성우 - 시마다 토시 (島田敏)
초사이어인 브로리: 풀 파워
성우 - 시마다 토시 (島田敏)

### 본작 오리지널 스토리에서 등장
샬롯
성우 - 아카바네 켄지 (赤羽根健治)
초사이어인 샬롯
성우 - 아카바네 켄지 (赤羽根健治)
초사이어인 2 샬롯
성우 - 아카바네 켄지 (赤羽根健治)
초사이어인 3 샬롯
성우 - 아카바네 켄지 (赤羽根健治)
초사이어인 갓 샬롯
성우 - 아카바네 켄지 (赤羽根健治)
자허
성우 - 오치아유 류타로 (置鮎龍太郎)
부르마 : 소녀기
성우 - 히사카와 아야 (久川綾)
지블렛
성우 - 노지마 켄지 (野島健児)
초사이어인 갓 지블렛
성우 - 노지마 켄지 (野島健児)

### 드래곤볼 파이터즈에서의 게스트 등장
인조인간21호
성우 - 쿠와시마 호시코 (桑島法子)
인조인간21호 : 선
성우 - 쿠와시마 호시코 (桑島法子)
인조인간21호 : 악
성우 - 쿠와시마 호시코 (桑島法子)
인조인간 21호: 변신 (악)
성우 - 쿠와시마 호시코 (桑島法子)

### 드래곤볼Z 카카롯트에서의 게스트 등장
카카롯트 손오공
성우 - 노자와 마사코

### 잡어 캐릭터
재배맨 형
재배맨
색깔은 연두색
킨칸맨 (キンカンマン)
게임 오리지널 캐릭터로 색상은 금색
긴난맨 (ギンナンマン)
게임 오리지널 캐릭터로 색깔은 은색
카카오맨 (カカオマン)
게임 오리지널 캐릭터로 색깔은 초코색
어플형
어플
색깔은 피부가 연보라색
올렌 (オーレン)
색깔은 피부가 주황색
라즈베리형
라즈베리
색상은 언더슈트가 보라색

#### 기존 게임 등장 캐릭터
"드래곤 볼 레전즈"의 다른 색 캐릭터에는 명칭이 붙어 있지 않기 때문에, 과거의 "드래곤 볼" 게임 적 캐릭터의 색으로 판단해 명칭을 기재한다.
재배맨형
카이와레만 (カイワレマン)
색깔은 파란색과 하늘색
큐콘맨 (キュウコンマン)
색깔은 주황색
진코우맨 (ジンコウマン)
색깔은 은색과 검정색
텐넨맨 (テンネンマン)
색깔은 연보라색과 짙은 하늘색
카피맨 (コピーマン)
색깔은 검정색
어플형
나바나 (기뉴 특전대)
색은 피부가 청록색이다.
로베리 (기뉴 특전대)
색은 피부가 갈색이다.
라몬 (기뉴 특전대)
색은 피부가 짙은 연두색이다,
라즈베리형
네이블
색은 얼굴이 피부색, 슈트가 검정과 황토색이다.
몽레이
색은 얼굴이 하늘색, 언더슈트가 진한 하늘색이다.
구플레이
색은 얼굴이 피부색, 슈트가 검은색과 갈색이다.

## 서비스 지역
드래곤 볼 레전즈는 50개국 이상에서 서비스 중이다. 아일랜드, 미국, 영국, 이스라엘, 이탈리아, 인도, 인도네시아, 에스토니아, 호주, 오스트리아, 네덜란드, 캐나다, 한국, 키프로스, 그리스, 싱가포르, 스위스, 스웨덴, 스페인, 슬로바키아, 슬로베니아, 태국, 대만, 덴마크, 독일, 터키, 뉴질랜드, 노르웨이, 필리핀, 핀란드, 브라질, 프랑스, 벨기에, 폴란드, 포르투갈, 홍콩, 마카오, 말레이시아, 남아프리카, 멕시코, 리투아니아, 룩셈부르크, 불가리아, 크로아티아, 체코, 아이슬란드, 라트비아, 리히텐슈타인 (안드로이드 버전), 몰타, 일본 등에서 서비스 했다.

## 역사
2018년
- 5월 17일 - US 안드로이드판 출시.
- 5월 21일 - EU 안드로이드판 출시.
- 5월 24일 - 일본, 한국, 대만 안드로이드판 출시.
- 5월 28일 - 전 지역의 안드로이드판 출시.
- 5월 31일 - 전 지역의 iOS판 출시.
- 6월 21일 - 전 세계 1,000만 다운로드 돌파.[15]
- 12월 7일 - 구글 플레이의 '베스트 오브 2018' 수여식에서 대상을 수상한다.[16]
- 12월 14일 - 2019년 1월 31일까지 영화 "드래곤볼 슈퍼:브로리"와의 협업 뽑기 (가챠) 개최[17]

2019년
- 3월 13일 - 등록 사용자수 2,000만명 달성[18]
- 5월 25일 - 세계 대회 "DRAGONBALL LEGENDS SHOWDOWN IN LAS VEGAS"가 미국 라스베이거스 럭서 호텔 앤 카지노 (Luxor Hotel and Casino)에 위치한 e스포츠 시설 "HyperX Esports Arena Las Vegas"'에서 개최[19]
- 10월 23일 - 전 세계 3,000만 다운로드 돌파[20]

2020년
- 11월 27일 - 전세계 4,000만 다운로드 돌파[21]

2021년
- 8월 5일 - 전 세계 5,000만 다운로드 돌파[22]